# Dragon War
Dragon War è un album del gruppo reggae californiano Groundation, pubblicato nel 2003, e ristampato nel 2011

## Tracce
1. Ruling Dub  (Babylon Rule Dem versione dub)
2. Don's Intro  (Undivided versione dub)
3. Elder's Dub  (Freedom Taking Over versione dub)
4. The Dragon  (Weeping Pirates versione dub)
5. Elements  (Silver Tongue Show versione dub)
6. Freedom Taking Over  (versione originale)